# 氟磺酸氯
氟磺酸氯是氯的氟磺酸盐，化学式 FSO3Cl。

## 制备
氟磺酸氯可以通过三氧化硫和一氟化氯在低温下反应而成：
{\displaystyle \mathrm {SO_{3}+ClF\longrightarrow ClOSO_{2}F} }
它也可以由过氧化氟磺酰和氯气在125 °C 和高压下反应而成：
{\displaystyle \mathrm {Cl_{2}+S_{2}O_{6}F_{2}\longrightarrow 2\ ClOSO_{2}F} }

## 性质
氟磺酸氯是一种反应性极高的淡黄色液体，与水剧烈反应。它在升温至室温时分解，变成红色。